# ホセ・ポラス
ホセ・ポラス（José Francisco Porras Hidalgo、1970年11月8日 - ）は、コスタリカの元サッカー選手。元コスタリカ代表。ポジションはゴールキーパー。

## 経歴
2004年6月にコスタリカ代表デビュー。2006 FIFAワールドカップのメンバーにも選ばれ、グループステージ全3試合に出場した。2007年までに通算33試合に出場した。

## 代表歴

### 出場大会
- コスタリカ代表
  - 2006 FIFAワールドカップ

### 試合数
- 国際Aマッチ 33試合 0得点（2004年-2007年）[1]

| コスタリカ代表 | 国際Aマッチ | 国際Aマッチ |
| 年             | 出場        | 得点        |
| -------------- | ----------- | ----------- |
| 2004           | 4           | 0           |
| 2005           | 11          | 0           |
| 2006           | 4           | 0           |
| 2007           | 14          | 0           |
| 通算           | 33          | 0           |